# Brooklyn Center
Brooklyn Center ist eine Stadt im Hennepin County im US-Bundesstaat Minnesota. Sie liegt im Nordwesten der Metropolregion der Twin Cities und hatte laut Volkszählung 2020 des US Census Bureau 33.782 Einwohner.

## Geographie
Brooklyn Center liegt westlich des Mississippi River am Interstate 94. Nach Angaben des United States Census Bureau beträgt die Fläche der Stadt 13,6 Quadratkilometer, davon sind 1,0 Quadratkilometer Wasserflächen.

## Geschichte
Das Gebiet des heutigen Brooklyn Center gehörte bis 1851 den Dakota-Indianern. Erst mit dem Treaty of Traverse des Sioux wurden die Landflächen zur Besiedelung freigegeben. Im Sommer 1852 ließen sich dort die ersten europäischstämmigen Familien nieder. Dabei gehörte das Gebiet der heutigen Stadt zu dem südöstlichen Teil der Brooklyn Township und dem nordöstlichen Teil der Crystal Lake Township. Die Brooklyn Township war 1858 entstanden, zwei Jahre später war die Crystal Lake Township aus Teilen der Brooklyn und der Minneapolis Townships gebildet worden. Im Jahre 1911 sprach sich die Bevölkerung für die Gründung des Dorfes Brooklyn Center aus. 1966 erhielt dieses Stadtrechte.
Brooklyn Center verfügt heute neben einem 303 Hektar großen Industriepark mit dem Brookdale Center auch über eines der größten Einkaufszentren im Mittleren Westen.
Im April 2021 kam es nach einem einzelnen Schuss auf einen Schwarzen zu Ausschreitungen und Protesten in der Stadt.

### Bevölkerungsentwicklung

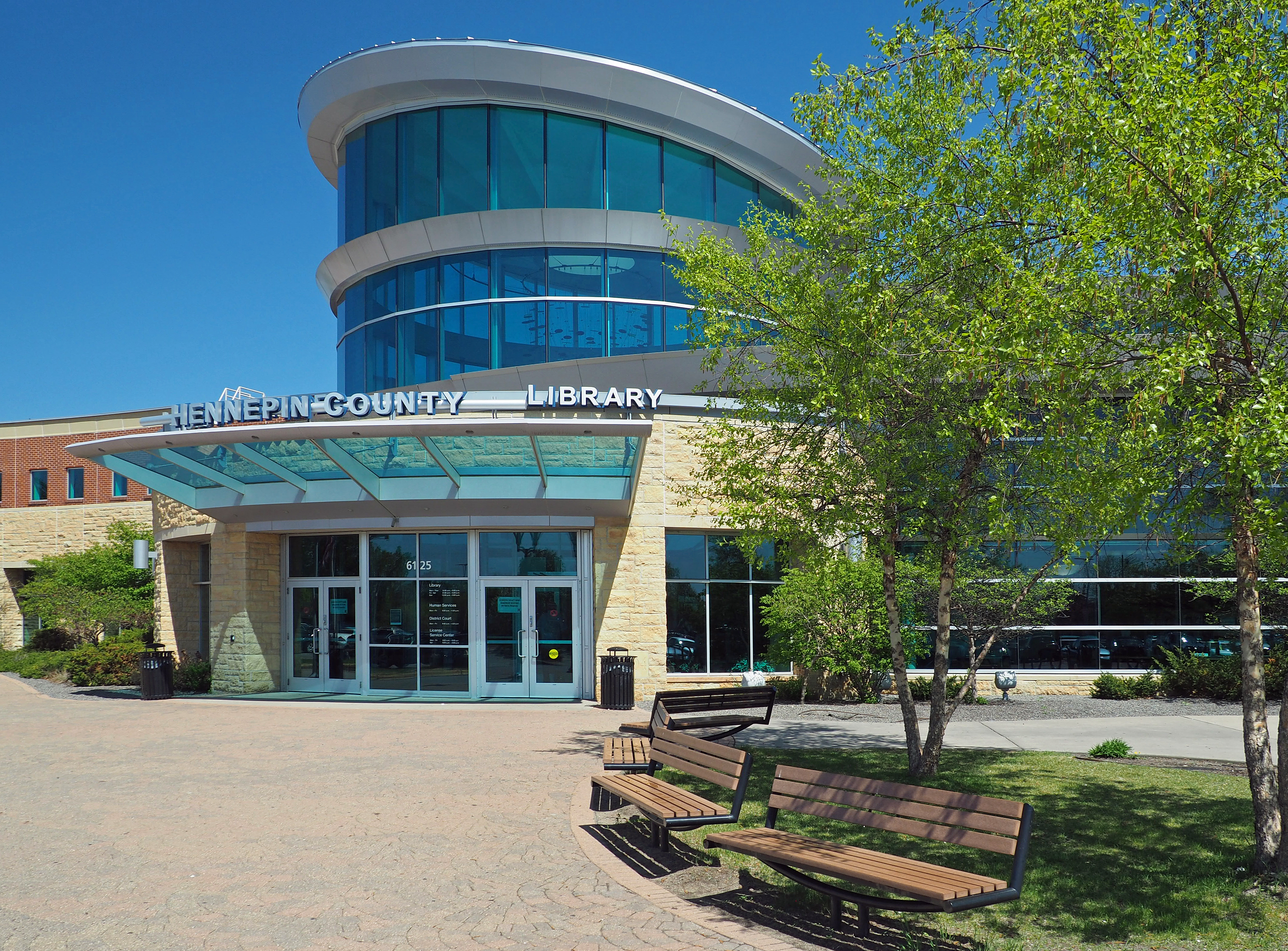
Bücherei

| 1911 | 1950  | 1960   | 1980   | 1990   | 2000   | 2010   | 2020   |
| ---- | ----- | ------ | ------ | ------ | ------ | ------ | ------ |
| 500  | 4.300 | 24.356 | 31.230 | 28.810 | 29.172 | 30.104 | 33.782 |

## Demographie
Nach der Volkszählung im Jahr 2000 leben in Brooklyn Center 29.172 Menschen; es wurden 11.430 Haushalte und 7.383 Familien gezählt. Die Bevölkerungsdichte beträgt 1.419 Einwohner pro km². Ethnisch betrachtet setzt sich die Bevölkerung aus 71,4 Prozent weißer Bevölkerung, 14,1 Prozent Afroamerikanern, 8,8 Prozent asiatischen Amerikanern sowie kleineren Minderheiten zusammen.
In 29,7 % der 11.430 Haushalte leben Kinder unter 18 Jahren, in 46,3 % leben verheiratete Ehepaare, in 13,4 % leben weibliche Singles und 35,4 % sind keine familiären Haushalte. 28,2 % aller Haushalte bestehen ausschließlich aus einer einzelnen Person und in 11,0 % leben Alleinstehende über 65 Jahre. Die durchschnittliche Haushaltsgröße liegt bei 2,52 Personen, die von Familien bei 3,11.
Auf die gesamte Stadt bezogen setzt sich die Bevölkerung zusammen aus 25,1 % Einwohnern unter 18 Jahren, 9,6 % zwischen 18 und 24 Jahren, 30,1 % zwischen 25 und 44 Jahren, 19,1 % zwischen 45 und 64 Jahren und 15,4 % über 65 Jahren. Der Median beträgt 35 Jahre. Etwa 51,3 % der Bevölkerung ist weiblich.
Der Median des Einkommens eines Haushaltes beträgt 44.570 USD, der einer Familie 52.006 USD. Das Prokopfeinkommen liegt bei 19.695 USD. Etwa 7,4 % der Bevölkerung und 4,7 % der Familien leben unterhalb der Armutsgrenze.